# Suburbie

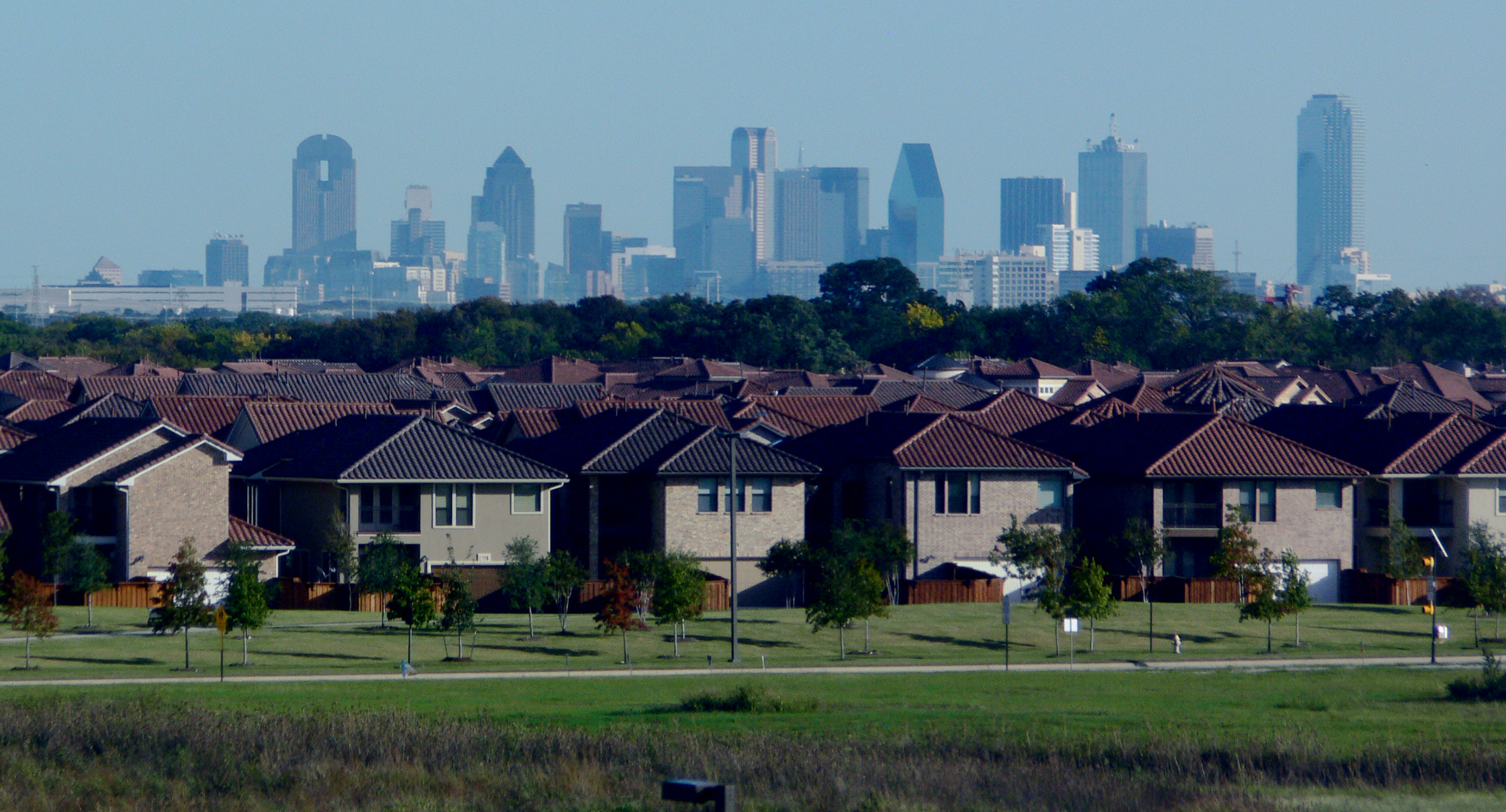
Suburbie în fața zgârie-norilor din Dallas

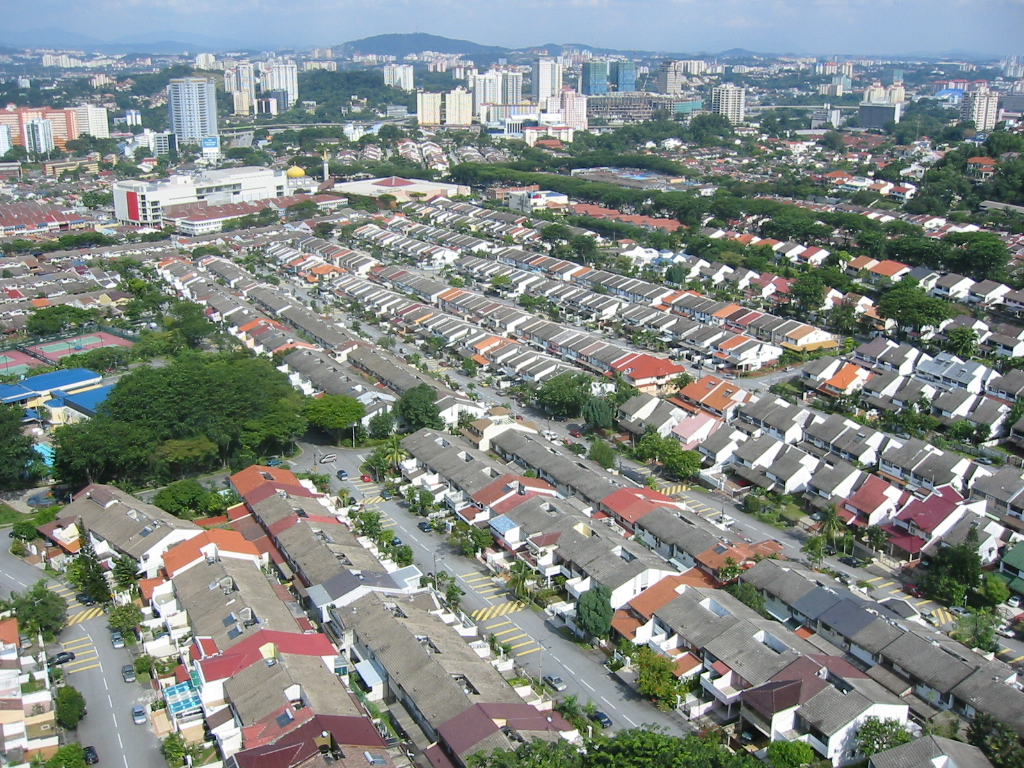
În Malaezia

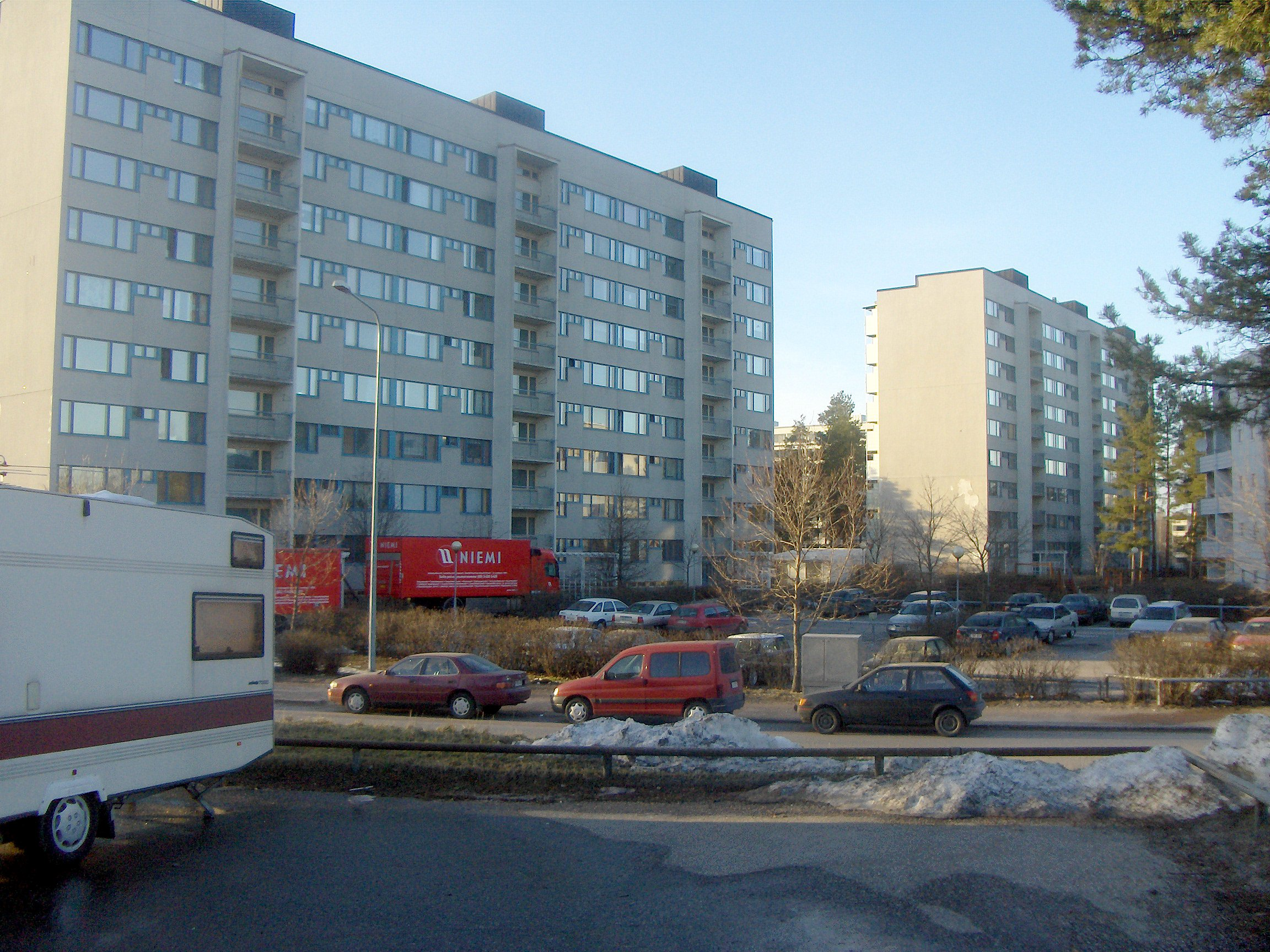
În Kontula, Helsinki, Finlanda

DEX online definește suburbia (din lat. suburbium) ca pe un cartier mărginaș al unui oraș, de obicei mare. Sursele anglofone, o definesc ca pe o zonă rezidențială sau una cu o utilizare mixtă, existentă fie ca parte a unui oraș, fie ca o zonă urbană ori comunitate rezidențială separată la distanță de o navetă de la un oraș. 
În majoritatea statelor anglofone, zonele suburbane sunt definite în contrast cu zonele centrale sau interioare ale orașului, pe când în Australia, termenul „suburb” a devenit în mare măsură sinonim cu ceea ce se numește un „cartier” în alte țări. În unele țări, cum ar fi Australia, China, Noua Zeelandă, Marea Britanie, și câteva state din SUA, noile suburbii sunt în mod obișnuit anexate la orașele adiacente. În altele, cum ar fi Franța, Arabia Saudită, majoritatea statelor din SUA, Canada, multe suburbii rămân municipalități separate sau sunt reglementate ca parte dintr-o zonă mai mare a administrației locale, cum ar fi un județ.

## Legături externe
- Centre for Suburban Studies[nefuncțională – arhivă]
- Images of a mature north London suburb illustrating a wide range of domestic architecture
- The end of suburbia